# هوبير إم. بلالوك جونيور
هوبير إم. بلالوك جونيور (بالإنجليزية: Hubert M. Blalock, Jr.)‏ هو عالم اجتماع وأستاذ جامعي أمريكي، ولد في 23 أغسطس 1926 في بالتيمور في الولايات المتحدة، وتوفي في 8 فبراير 1991 في بالفيو في الولايات المتحدة.